# Halle (Nederland)
Halle is een dorp in de gemeente Bronckhorst in de Gelderse Achterhoek in de Nederlandse provincie Gelderland. In 2023 telde het dorp met het buitengebied 2.160 inwoners, waarvan er 710 in de dorpskern zelf woonden. Halle ligt ongeveer vijf kilometer oostelijk van Zelhem.
Tot de laatste gemeentelijke herindeling behoorde Halle bij de voormalige gemeente Zelhem.

## Omgeving
De buurtschappen Halle-Nijman en Halle-Heide kunnen worden aangemerkt als de begrenzing van het Haller territorium. Door het landelijk gebied zijn wandel- en fietsroutes uitgezet en er zijn enkele campings gevestigd.
Halle is gelegen op de Halserug, een 16 km lange zuidoost-noordwest verlopende dekzandrug. Over deze rug loopt een historische weg, de Romienendiek. Deze is zowel cultuurhistorisch als aardkundig van belang.

## Evenementen
- School- en Volksfeest (kermis), jaarlijks het eerste weekend van juli
- Halse Dag, braderie op de eerste zondag van September
- Rommelmarkt Euterpe in Halle-Nijman
- Knalbal, jaarlijks tentfeest op de zondag voor- en op oudejaarsdag. Oudejaarsdag staat in het teken van carbidschieten.

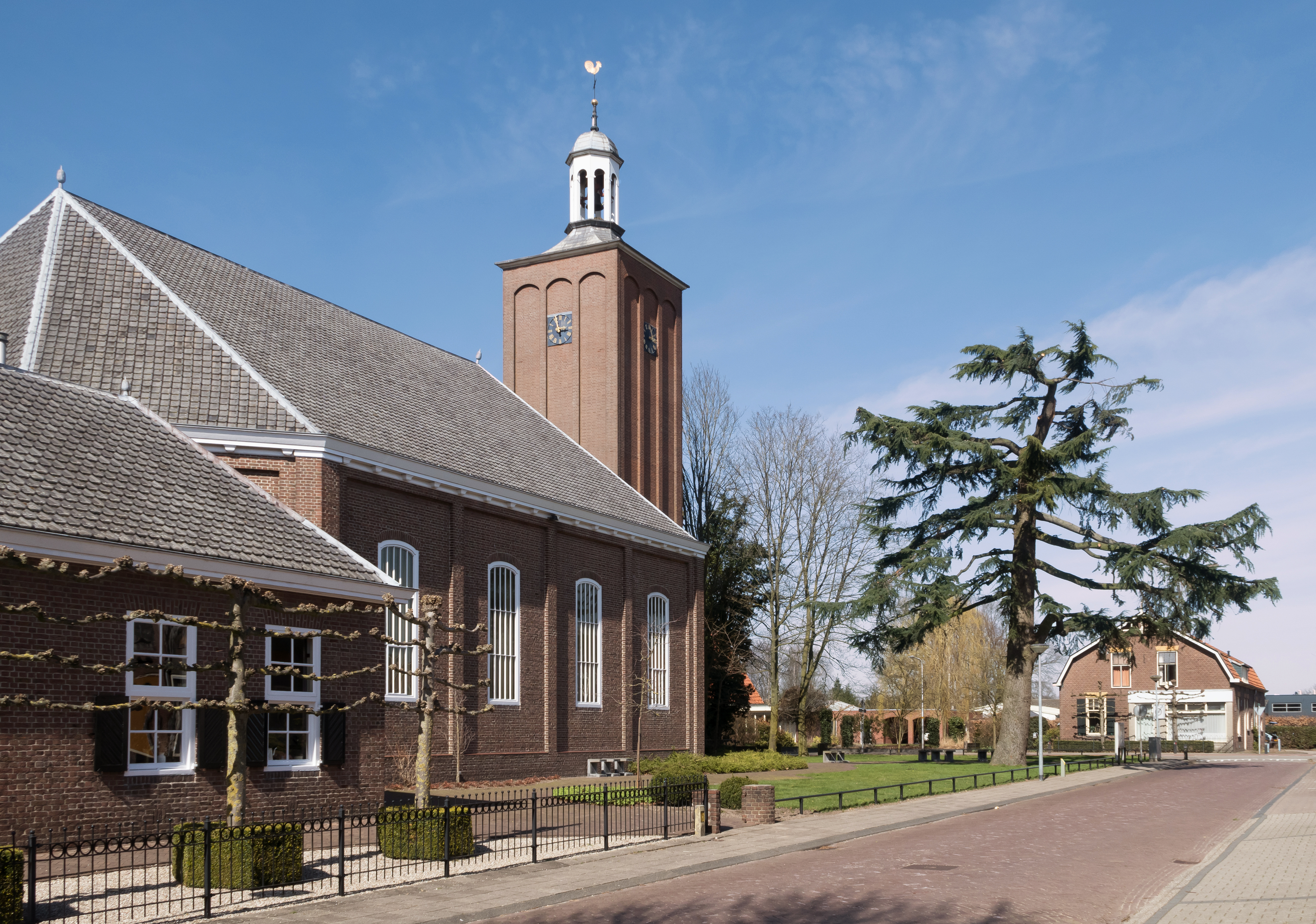
Hervormde kerk van Halle